# Fritz Trippel
Fritz «Little Fritz» Trippel (* 10. Dezember 1937 in Chur; † 25. Juli 2010) war ein Schweizer Jazzpianist und Bandleader.

## Leben und Wirken
Trippel leitete in den späten 1950er-Jahren eigene Bands wie die Fritz Trippel’s Swiss Sounds, mit der erste Aufnahmen entstanden. Ausserdem spielte er mit den Harlem Ramblers, Mr. Adams' Jazzopators, Albert Nicholas und mit Nelson Williams & The New Orleans Wild Cats. Mit Henry Owen und Rolf Cizmek bildete er ein Trio, mit dem er in den frühen 1960er Jahren eine EP mit vier Titeln wie Annabelle einspielte. Ferner leitete er in den 1960er-Jahren die Dixieland-Formation Little Fritz and His Friends, der Karl Theodor Geier, Oscar Klein und Wallace Bishop angehörten und mit der er drei Alben einspielte, Coffee Time at The Atlantis (Philips), Verträumt und Verliebt (unter der Bandbezeichnung The Martinos, 1965) und Whisky Time (Fontana). 1968 folgte ein kurzes Engagement bei Les Sauterelles. In den 1970er Jahren spielte er u. a. in Lachie Thomsons New Whispering Gold Orchestra und bei den K&K Dixielanders (New Orleans Function), mit Oscar Klein, Roy Crimmins, Werner Keller, Isla Eckinger, Rolf Rebmann; in den folgenden Jahrzehnten trat er in Chur bei Jamsessions mit Wild Bill Davison, Kai Winding, Hansjörg Uttinger, Rolf Cizmek und Barrett Deems sowie mit der Sängerin Angela Brown auf. 
Trippel lebte und musizierte jahrelang in Asien und wiederholt in Amerika, kehrte aber immer wieder in seine Bündner Heimat zurück. Seit den 1980er Jahren förderte er das regionale Musikleben und trat bis kurz vor seinem Tod vor allem in Graubünden und in Ascona regelmässig auf. Letzte Aufnahmen entstanden 2001 mit Ursula Dascher. Im Bereich des Jazz war er zwischen 1957 und 2001 an 28 Aufnahmesessions beteiligt.